# کلنتیازم
کلنتیازم (به انگلیسی: Clentiazem) با فرمول شیمیایی C22H25ClN2O4S یک ترکیب شیمیایی با شناسه پاب‌کم 151932 است. که جرم مولی آن ۴۴۸٫۹۶۲۹ گرم بر مول می‌باشد. 